# Хадашим (синагога)
«Хадашим» (Старая хасидская синагога, синагога «Якоб Гланцер Шул», синагога на Угольной) — недействующая ныне синагога во Львове (Украина). Здание синагоги находится на перекрестке улицы Угольной и площади Святого Теодора (почтовый адрес Угольная, 3).
В 1838 году, в результате встречи львовского раввина Якова Оренштейна с ружинским цадиком Израилем Фридманом, во Львове произошли позитивные перемены по отношению к хасидам. Было организовано новое хасидское направление «Хадашим» (новаторы), которое в 1840 году на пересечении улицы Угольной и площади Теодора открыло талмуд-тору. А ещё через несколько лет, в 1842—1844 годах, было построено здание синагоги «Хадашим», средства на которую дал львовский купец Якоб Гланцер, от чего происходит ещё одно её название — «Якоб Гланцер Шул». В 1844 году синагога Якоба Гланцера была второй по величине после Большой городской синагоги.
Синагога была построена в комплексе с двухэтажной талмуд-торой, а в молитвенном зале были оборудованы два яруса галерей для женщин. Здесь размещалась также микве. Синагога «Хадашим», так же как Бейт Хасидим, не подчинялась правлению еврейской общины. Данное обстоятельство привело к острому конфликту, который удалось уладить лишь в 1848 году. В период нацистской оккупации в помещении была конюшня, а после войны — спортивный зал. Это единственная из десяти синагог Краковского предместья, которая сохранилась после войны. После Великой Отечественной войны в синагоге работал известный раввин Давид Кахане, оставивший мемуары о Холокосте.
После войны синагога была восстановлена и действовала до 1962 года. Её посетили представители дипломатических миссий Японии и США. 19 мая 1958 г. синагогу на ул. Угольной посетил посол Израиля Авигдор.
После смерти последнего раввина Янкеля Гуррария, советская власть закрыла синагогу, а помещение передала Полиграфическому институту. Молитвенный зал был перестроен под спортзал, западные галереи были разобраны, масляной краской были записаны росписи плафона и замурована ниша для ковчега в восточной стене.
Внешние стены здания были отремонтированы в 1990-х годах. (Замурованное по левую сторону окно является внешним индикатором размещения ковчега.)
Здание бывшей синагоги занимает еврейский культурный центр имени Шолом-Алейхема.

## Галерея

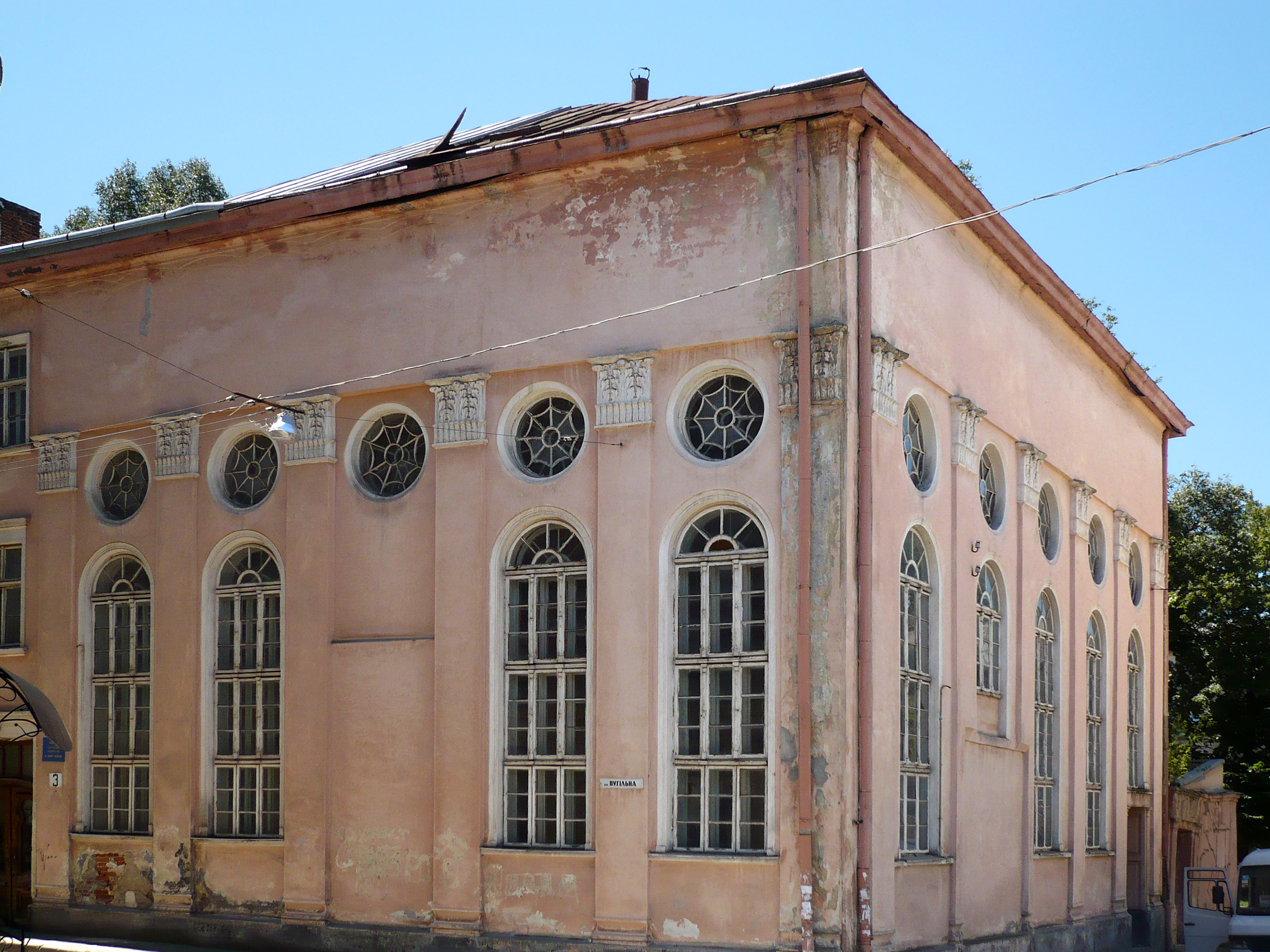
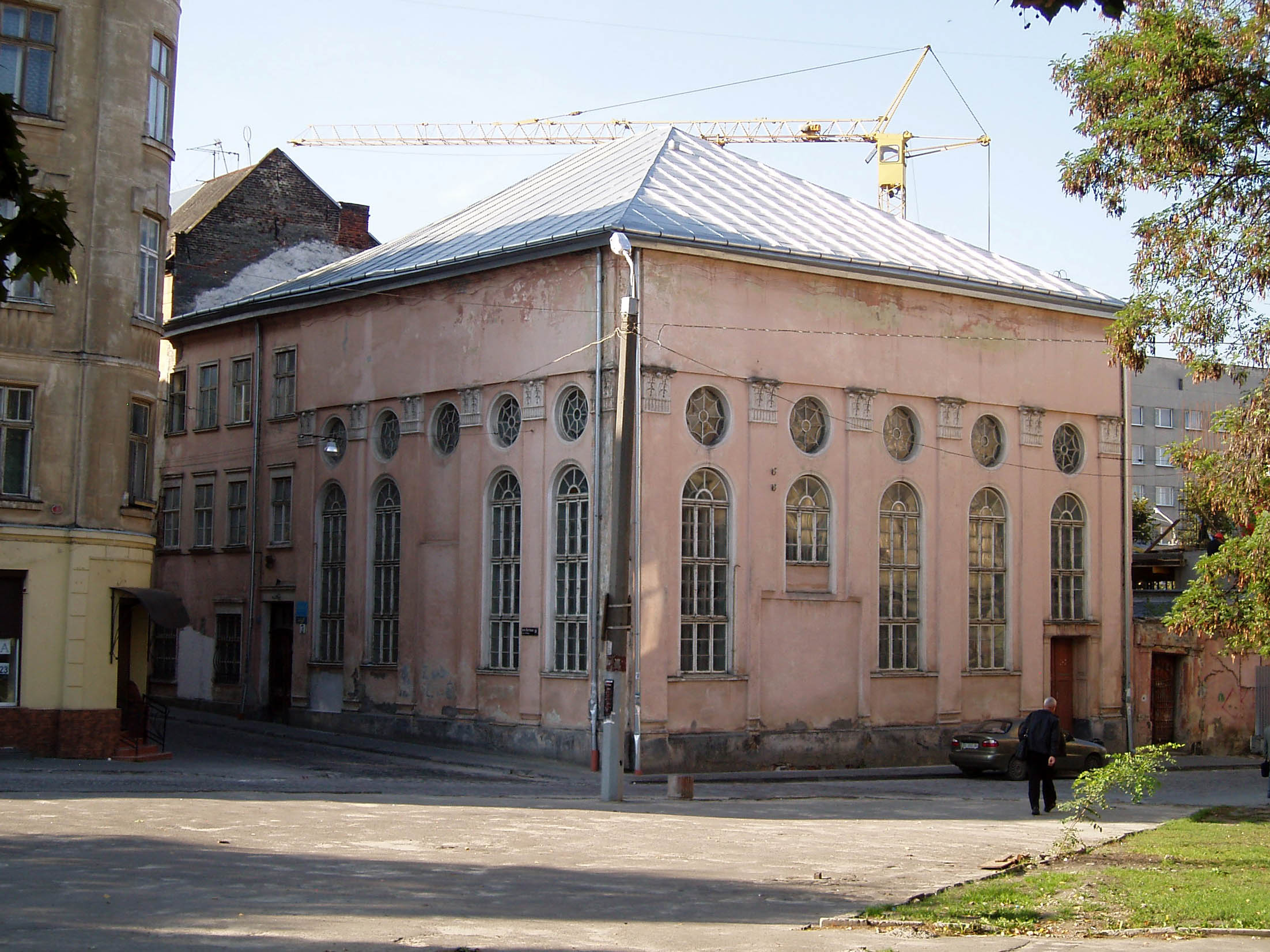